# 関口清治
関口 清治（せきぐち せいじ、本名：きよはる〈名の読み〉、1925年10月9日 - 2007年6月9日）は、台湾台北州台北市出身のプロ野球選手（外野手）・プロ野球コーチ・監督、解説者。

## 経歴

### 現役時代
台北で建築業を営む8人兄弟の一人として生まれた。台北工業では、1942年に甲子園球場で開かれた文部省主催の全国中等学校野球大会（別名・幻の甲子園）に出場したが、1回戦で海草中学に3-2で惜敗した。関口自身はこの試合で三塁打を放っている。卒業後は実家の建築業を継ぐために官立横浜工業専門学校（現在の横浜国立大学工学部）に進学する予定だったが、その頃日本の制海権は完全に敵の手に抑えられていたため、受験することが出来なかった。そのため、卒業後はそのまま台湾の軍隊に入隊。終戦後は社会人野球の全武生→信州化学を経て、1948年に読売ジャイアンツへ入団。
巨人では肩の故障で11試合の出場に留まり、三原修監督の助言で1949年に巨人の制限選手のまま、社会人野球の星野組へ入部。巨人の制限選手のまま星野組へ入部したことについて、三原の「温泉で療養するようにしなさい」という配慮とも言われている。一方で、当時巨人は星野組のエース・荒巻淳の獲得を狙っていたが、星野組の社長は都市対抗で優勝するまでは荒巻を手放さないという情報を入手、星野組は打力が弱かったため三原が関口を星野組に貸し出すことにした、との話も伝わっている。
関口は星野組では4番を打ち、荒巻淳・西本幸雄・今久留主淳・今久留主功らといった、後にプロ野球で大活躍する選手らとともに第20回都市対抗野球大会でチームを全国制覇に導いた。
1950年に2リーグに分裂すると、西本や荒巻が入団した毎日オリオンズに関口も入ろうとする。しかし、巨人の制限選手だったことからこれは叶わず、一方で当時の巨人の外野は層が厚く復帰しても入り込めそうにもないことから、結局はセ・リーグの西日本パイレーツの結成に参加し、プロ野球に復帰した。ここで関口は左翼手の定位置を掴み、18本塁打73打点といずれもチーム2位の記録を挙げる。
翌年には西日本パイレーツとパ・リーグの西鉄クリッパースが合併して出来た西鉄ライオンズに籍を置き、後に迎える西鉄黄金時代の5番打者を務めた。三原の西鉄監督時代は2番豊田泰光と常に不動のオーダーだった。
シーズンでは初のリーグ優勝を決めた1954年に自分の背番号と同じ27本塁打を、1956年にはシーズン最多となる13三塁打を放ってチームに貢献した。
また日本シリーズでも1956年の巨人戦で史上初となるシリーズ4本塁打を放つなど大活躍したが、その最たるものは1958年の日本シリーズ、西鉄の1勝3敗で迎えた第5戦、2対3とリードされた9回裏2アウト3塁、凡退なら巨人の日本一が決まる場面で藤田元司からセンターに同点タイムリーを放ち、0勝3敗からの逆転日本一につなげた1打は“一千万円安打”（この年関口は10年選手の特権を得たため、多額のボーナスが入ることにかけられたものである）としてあまりにも有名（試合はその後10回裏にエースの稲尾和久が藤田のリリーフとして登板した大友工からサヨナラのソロホームランを放って勝利した）。
1962年に阪急に移籍し、翌63年に現役を引退した。この年には1歳上の飯田徳治（当時国鉄）が現役を引退したことにより、公表上においては飯田共々最後の大正生まれの球界現役選手となった（ただし、前者については近鉄・関根潤三が現役を続行していたが、諸事情により、昭和生まれとなっている。詳細は当該項目を参照）。

### 引退後
引退後は阪急で二軍打撃コーチ（1964年 - 1966年）・一軍打撃コーチ（1967年 - 1969年）を務め、リーグ3連覇に貢献。
1970年に稲尾が西鉄の監督に就任すると、関口も西鉄にヘッドコーチとして復帰。
1972年からは一軍打撃コーチとなり、球団が「太平洋クラブ」となった1973年退任。
1974年から1981年まで近鉄一軍打撃コーチを務め、阪急に続いて近鉄でも盟友・西本の名懐刀として手腕を発揮し、リーグ2連覇に貢献。西本の「真面目にやってきたのだから一度くらい陽のあたるポジションに」という推薦もあり、1982年から1983年まで後任の監督を務めた。1982年は大石大二郎ら若手を抜擢し、前期3位・後期2位の通算3位、大石は同年新人王を獲得。1シーズン制に戻った1983年は4位に終わる。在任中は「伸び伸び野球」をモットーにし、一度も選手を怒らなかった温厚な性格で誰からも好かれたが、地味な内容であったとも評された。指導者引退後はラジオ大阪（1984年 - 1986年）・KBS京都・テレビ西日本解説者も務め、プロ野球ニュースにも度々出演していた。
2007年6月9日、慢性閉塞性肺疾患のため福岡市内の病院で死去。81歳没。　

## 選手としての特徴
巨人時代はカーブが打てず「目ぇ開いとんのかっ！」とよく怒鳴られていたが、のちにカーブ打ちをマスターして「カーブ打ちの名手」といわれるようになった。西鉄入団間もない豊田泰光（彼はカーブ打ちがとても苦手だった）が教えを乞うたところ、「ゼニもってこい」と言ったとされる。しかし、関口本人は「自分も偶然でカーブを打つコツを掴んだものだから、教えることが出来ない」と述べており、自身も巨人での新人時代に川上哲治に教えを乞うたところ、叱咤激励の意味で「そんなこと簡単に教えられるか」と言われ、それと同様の意味で「ゼニもってこい」と表現したとされる。

## 詳細情報

### 年度別打撃成績
| 年 度      | 球 団      | 試 合 | 打 席 | 打 数 | 得 点 | 安 打 | 二 塁 打 | 三 塁 打 | 本 塁 打 | 塁 打 | 打 点 | 盗 塁 | 盗 塁 死 | 犠 打 | 犠 飛 | 四 球 | 敬 遠 | 死 球 | 三 振 | 併 殺 打 | 打 率 | 出 塁 率 | 長 打 率 | O P S |
| ---------- | ---------- | ----- | ----- | ----- | ----- | ----- | -------- | -------- | -------- | ----- | ----- | ----- | -------- | ----- | ----- | ----- | ----- | ----- | ----- | -------- | ----- | -------- | -------- | ----- |
| 1948       | 巨人       | 11    | 15    | 14    | 0     | 0     | 0        | 0        | 0        | 0     | 0     | 0     | 0        | 0     | --    | 1     | --    | 0     | 7     | --       | .000  | .067     | .000     | .067  |
| 1950       | 西日本     | 132   | 503   | 473   | 62    | 120   | 18       | 3        | 18       | 198   | 73    | 2     | 3        | 0     | --    | 27    | --    | 3     | 71    | 7        | .254  | .298     | .419     | .717  |
| 1951       | 西鉄       | 99    | 365   | 337   | 50    | 96    | 25       | 1        | 16       | 171   | 59    | 5     | 1        | 0     | --    | 27    | --    | 1     | 52    | 8        | .285  | .340     | .507     | .847  |
| 1952       | 西鉄       | 94    | 384   | 358   | 55    | 93    | 15       | 1        | 21       | 173   | 59    | 6     | 3        | 2     | --    | 24    | --    | 0     | 45    | 9        | .260  | .306     | .483     | .790  |
| 1953       | 西鉄       | 119   | 497   | 457   | 61    | 126   | 22       | 6        | 14       | 202   | 72    | 9     | 6        | 8     | --    | 32    | --    | 0     | 63    | 9        | .276  | .323     | .442     | .765  |
| 1954       | 西鉄       | 139   | 577   | 493   | 68    | 136   | 27       | 3        | 27       | 250   | 87    | 19    | 12       | 8     | 2     | 71    | --    | 3     | 106   | 6        | .276  | .370     | .507     | .877  |
| 1955       | 西鉄       | 134   | 501   | 456   | 67    | 136   | 28       | 6        | 14       | 218   | 66    | 11    | 4        | 5     | 1     | 37    | 0     | 2     | 95    | 8        | .298  | .354     | .478     | .832  |
| 1956       | 西鉄       | 150   | 504   | 466   | 55    | 119   | 25       | 13       | 13       | 209   | 73    | 3     | 6        | 9     | 3     | 24    | 1     | 2     | 64    | 10       | .255  | .295     | .448     | .743  |
| 1957       | 西鉄       | 116   | 418   | 367   | 41    | 110   | 17       | 8        | 12       | 179   | 65    | 3     | 7        | 6     | 5     | 39    | 3     | 1     | 48    | 9        | .300  | .369     | .488     | .856  |
| 1958       | 西鉄       | 125   | 481   | 439   | 54    | 121   | 23       | 1        | 16       | 194   | 77    | 8     | 8        | 2     | 5     | 33    | 1     | 2     | 73    | 16       | .276  | .329     | .442     | .771  |
| 1959       | 西鉄       | 120   | 344   | 318   | 24    | 69    | 10       | 0        | 2        | 85    | 25    | 4     | 0        | 4     | 4     | 18    | 1     | 0     | 43    | 13       | .217  | .259     | .267     | .526  |
| 1960       | 西鉄       | 106   | 374   | 344   | 43    | 90    | 18       | 1        | 9        | 137   | 34    | 0     | 0        | 4     | 3     | 22    | 0     | 1     | 65    | 10       | .262  | .308     | .398     | .706  |
| 1961       | 西鉄       | 79    | 204   | 185   | 13    | 37    | 7        | 1        | 2        | 52    | 27    | 0     | 2        | 1     | 2     | 15    | 1     | 1     | 28    | 7        | .200  | .264     | .281     | .545  |
| 1962       | 阪急       | 70    | 185   | 171   | 12    | 39    | 5        | 3        | 1        | 53    | 13    | 3     | 0        | 0     | 1     | 11    | 2     | 2     | 33    | 6        | .228  | .283     | .310     | .593  |
| 1963       | 阪急       | 38    | 40    | 38    | 1     | 6     | 0        | 0        | 1        | 9     | 1     | 0     | 0        | 0     | 0     | 2     | 0     | 0     | 7     | 2        | .158  | .200     | .237     | .437  |
| 通算：15年 | 通算：15年 | 1532  | 5392  | 4916  | 606   | 1298  | 240      | 47       | 166      | 2130  | 731   | 73    | 52       | 49    | 26    | 383   | 9     | 18    | 800   | 120      | .264  | .320     | .433     | .753  |

- 各年度の太字はリーグ最高

### 年度別監督成績
| 年度      | 球団      | 順位      | 試合 | 勝利 | 敗戦 | 引分 | 勝率 | ゲーム差               | チーム 本塁打          | チーム 打率            | チーム 防御率          | 年齢                   |
| --------- | --------- | --------- | ---- | ---- | ---- | ---- | ---- | ---------------------- | ---------------------- | ---------------------- | ---------------------- | ---------------------- |
| 1982年    | 近鉄      | 3位       | 130  | 63   | 57   | 10   | .525 | 3位・2位               | 151                    | .258                   | 4.11                   | 57歳                   |
| 1983年    | 近鉄      | 4位       | 130  | 52   | 65   | 13   | .444 | 29.5                   | 134                    | .262                   | 4.49                   | 58歳                   |
| 通算：2年 | 通算：2年 | 通算：2年 | 260  | 115  | 122  | 23   | .485 | Aクラス1回、Bクラス1回 | Aクラス1回、Bクラス1回 | Aクラス1回、Bクラス1回 | Aクラス1回、Bクラス1回 | Aクラス1回、Bクラス1回 |

### 表彰
- ベストナイン：2回 （1954年、1958年）
- 日本シリーズ技能賞：1回 （1956年）

### 記録
節目の記録
- 1000試合出場：1958年4月14日 ※史上44人目

その他の記録
- オールスターゲーム出場：5回 （1954年、1955年、1957年、1958年、1960年）

### 背番号
- 24 （1948年）
- 25 （1950年）
- 27 （1951年 - 1963年）[9][10]
- 63 （1964年 - 1969年）
- 50 （1970年 - 1983年）

## 関連情報

### 出演番組
- 感謝を、感動を、野球道（フジテレビ系列のプロ野球中継における現行統一タイトル）
- KBS京都エキサイトナイター
- プロ野球ニュース